# Oberglatt
Oberglatt is een gemeente en plaats in het Zwitserse kanton Zürich, en maakt deel uit van het district Dielsdorf.

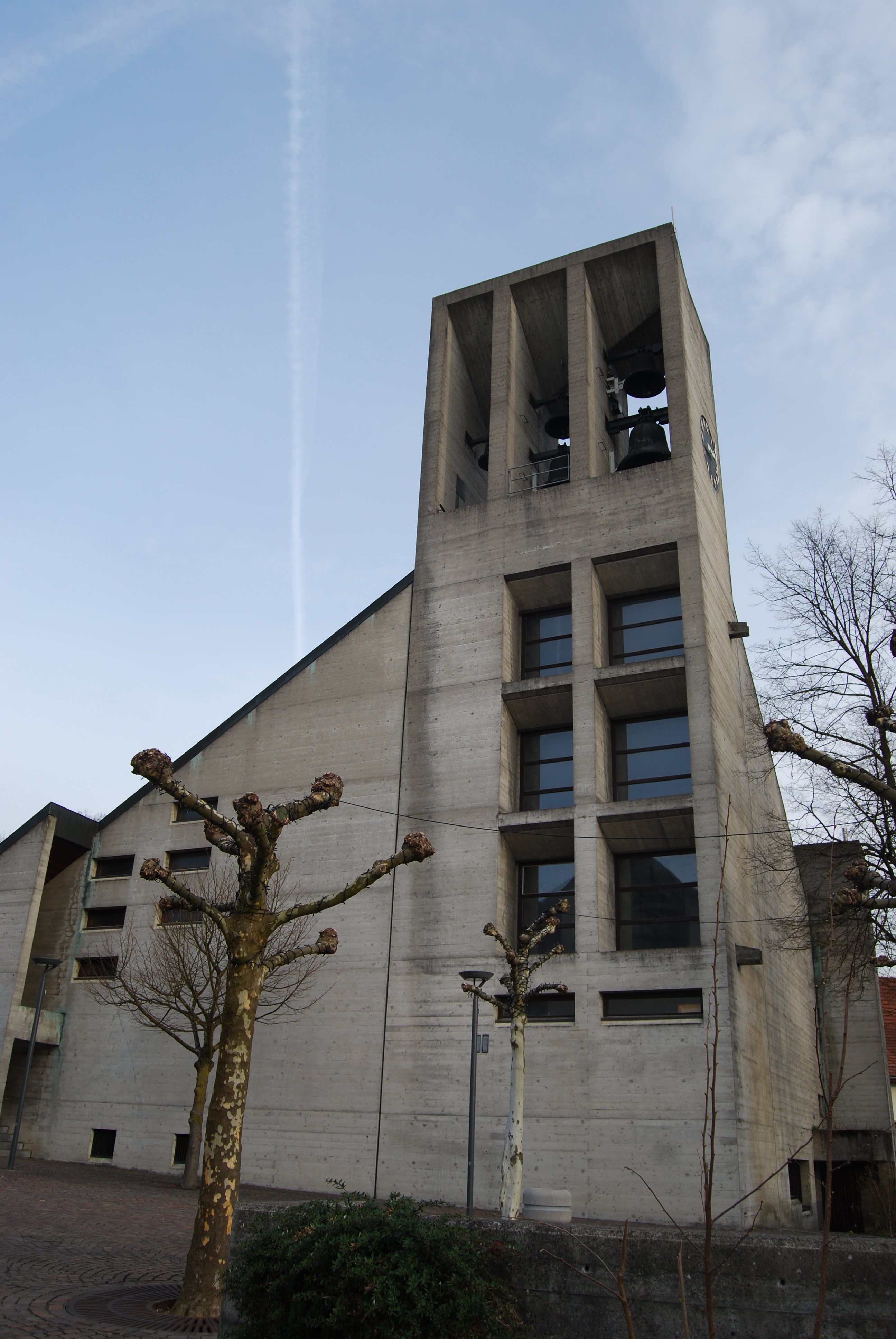
Oberglatt

Oberglatt telt 5313 inwoners.